# Трамариљио (Сасари)
Трамариљио је насеље у Италији у округу Сасари, региону Сардинија.
Према процени из 2011. у насељу је живело 7 становника. Насеље се налази на надморској висини од 8 м.